# Château de Rognac (Bassillac)
Pour les articles homonymes, voir Rognac (homonymie).
Le château de Rognac est un château français implanté sur la commune de Bassillac dans le département de la Dordogne, en région Nouvelle-Aquitaine.

## Présentation

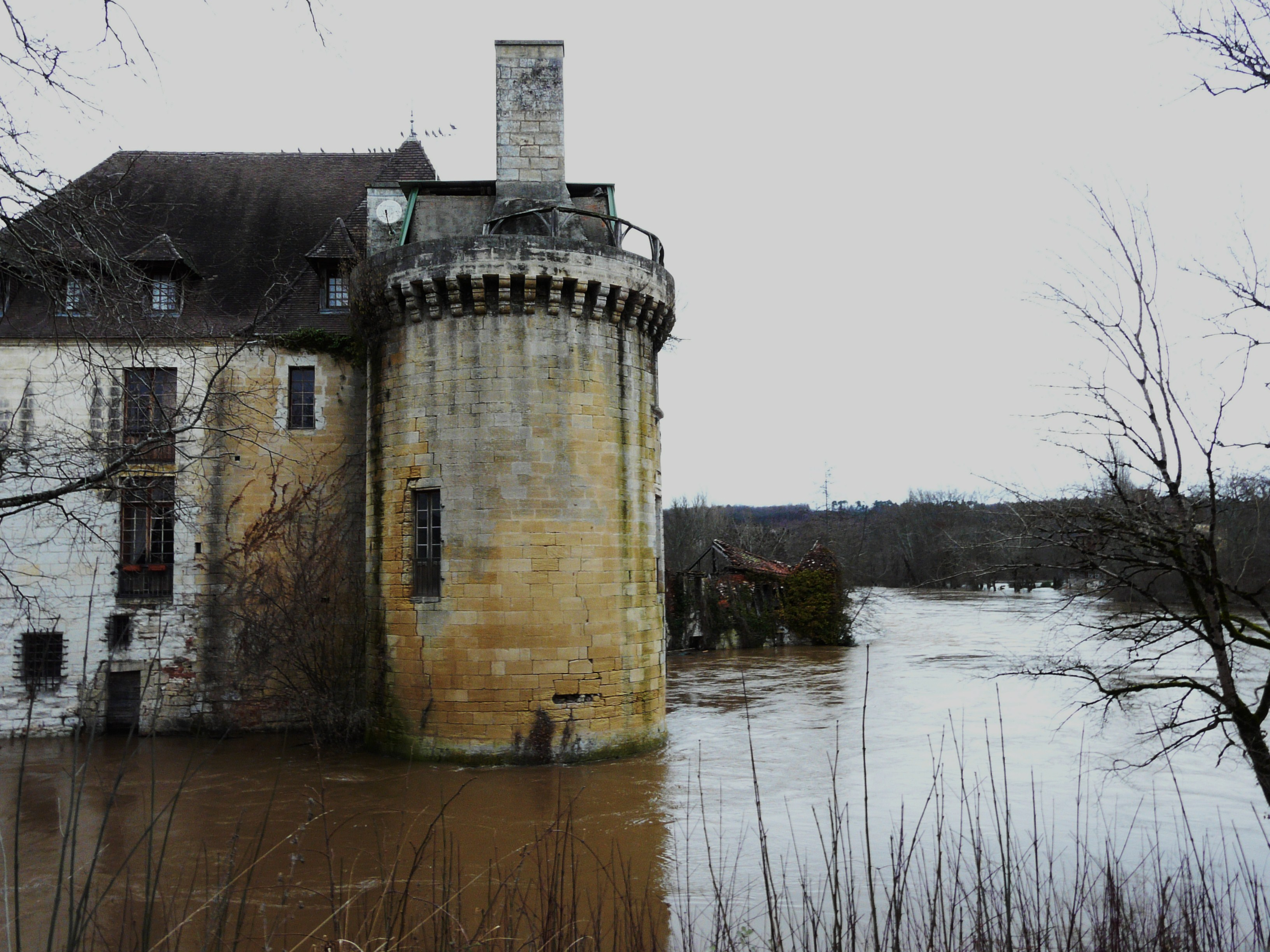
Le château et, sur sa droite, les ruines du moulin lors des crues de l'Isle en janvier 2009

Le château de Rognac se situe au centre du département de la Dordogne, un kilomètre au nord-est du bourg de Bassillac, en bordure et en rive gauche de l'Isle qui le longe au nord-est. Une dérivation de l'Isle permet à l'eau de contourner le château, créant des douves. Au nord de l'îlot ainsi formé était implanté un moulin qui comportait des échauguettes. Il est aujourd'hui en ruines.
Le château se compose d'une grosse tour ronde qui sert d'avant-bec à l'édifice et sur laquelle s'appuient deux logis accolés en angle droit.
Le château et le moulin sont inscrits au titre des monuments historiques depuis le 12 juillet 1945.
C'est une propriété privée transformée en gîtes à la belle saison.

## Historique
Le château actuel a été bâti aux XVIe et XVIIe siècles et a servi de base aux insurgés lors de la Fronde au milieu du XVIIe siècle. Le moulin, construit avec les matériaux des anciennes murailles, date de la fin du XVIIe siècle.

## Galerie

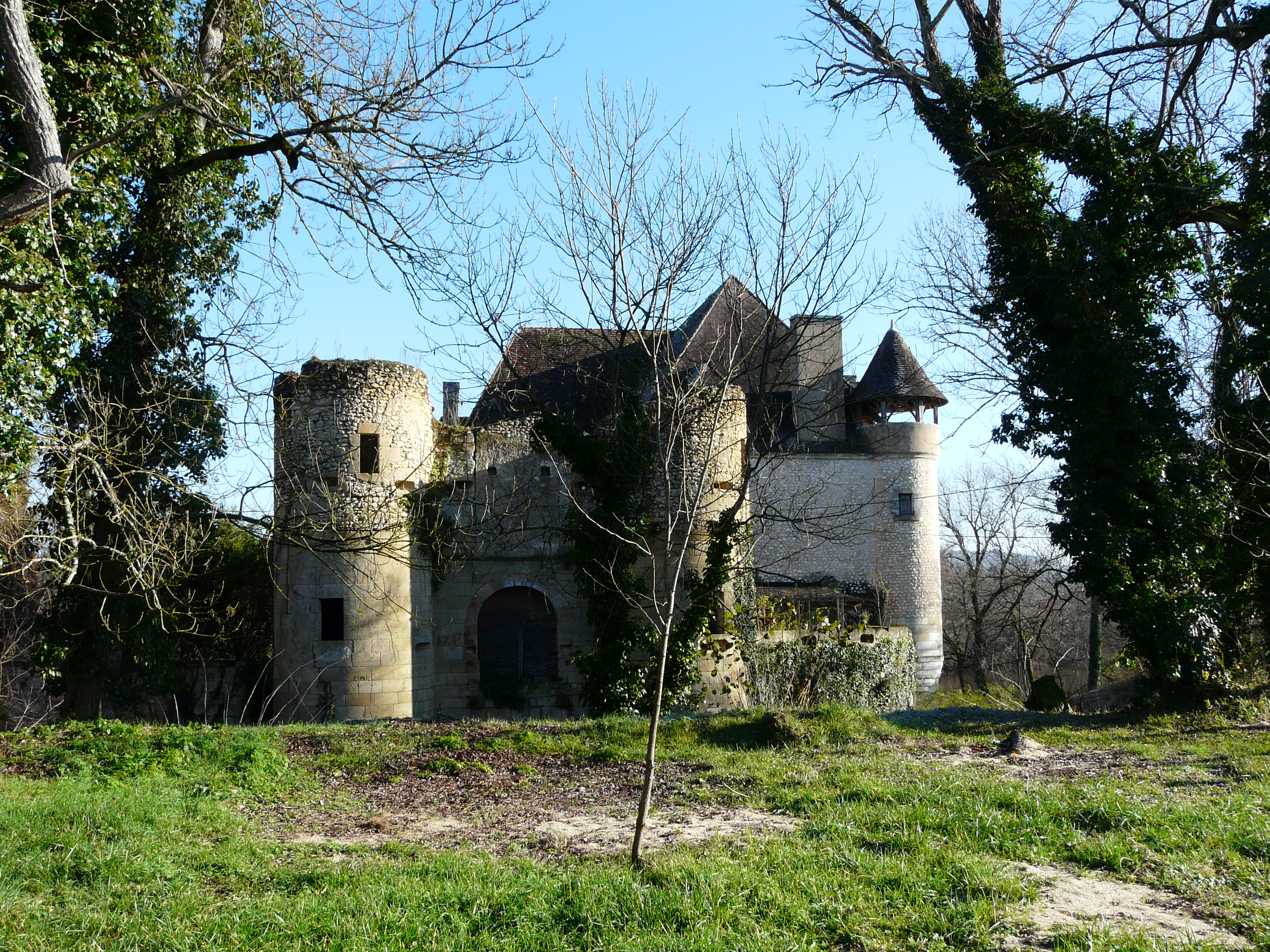
Le château vu du sud-ouest
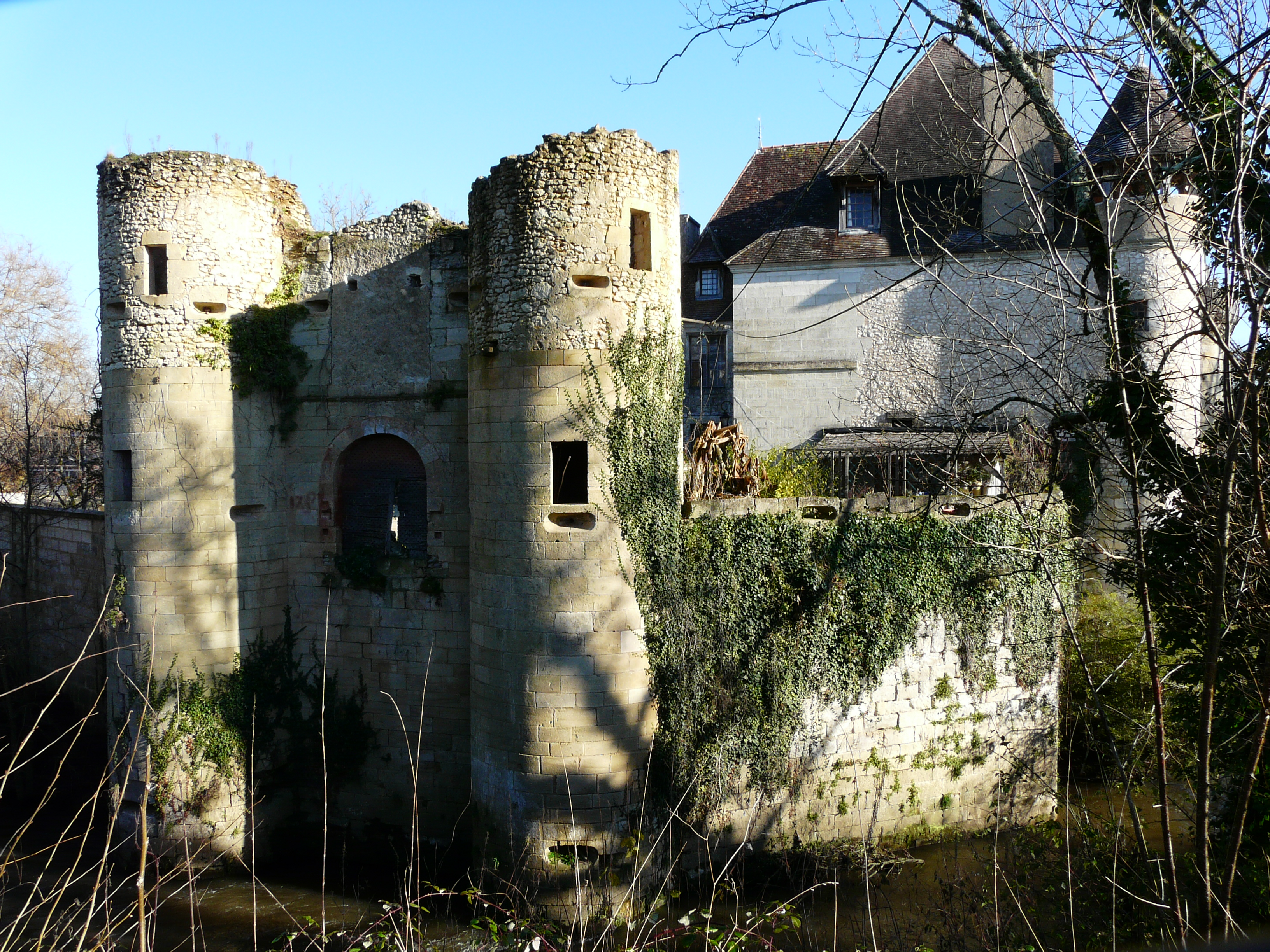
L'emplacement de l'ancien pont-levis
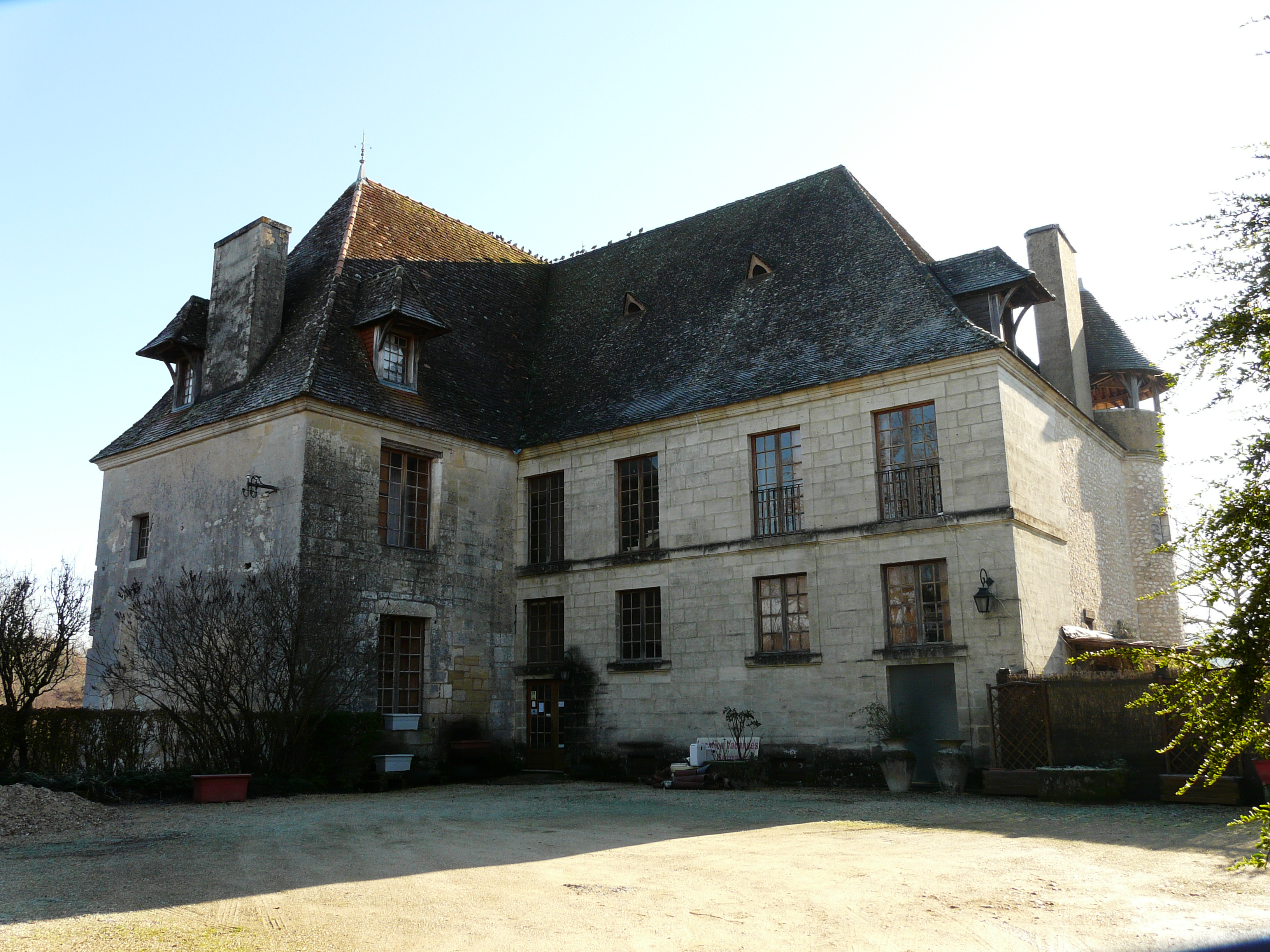
Les deux logis en équerre
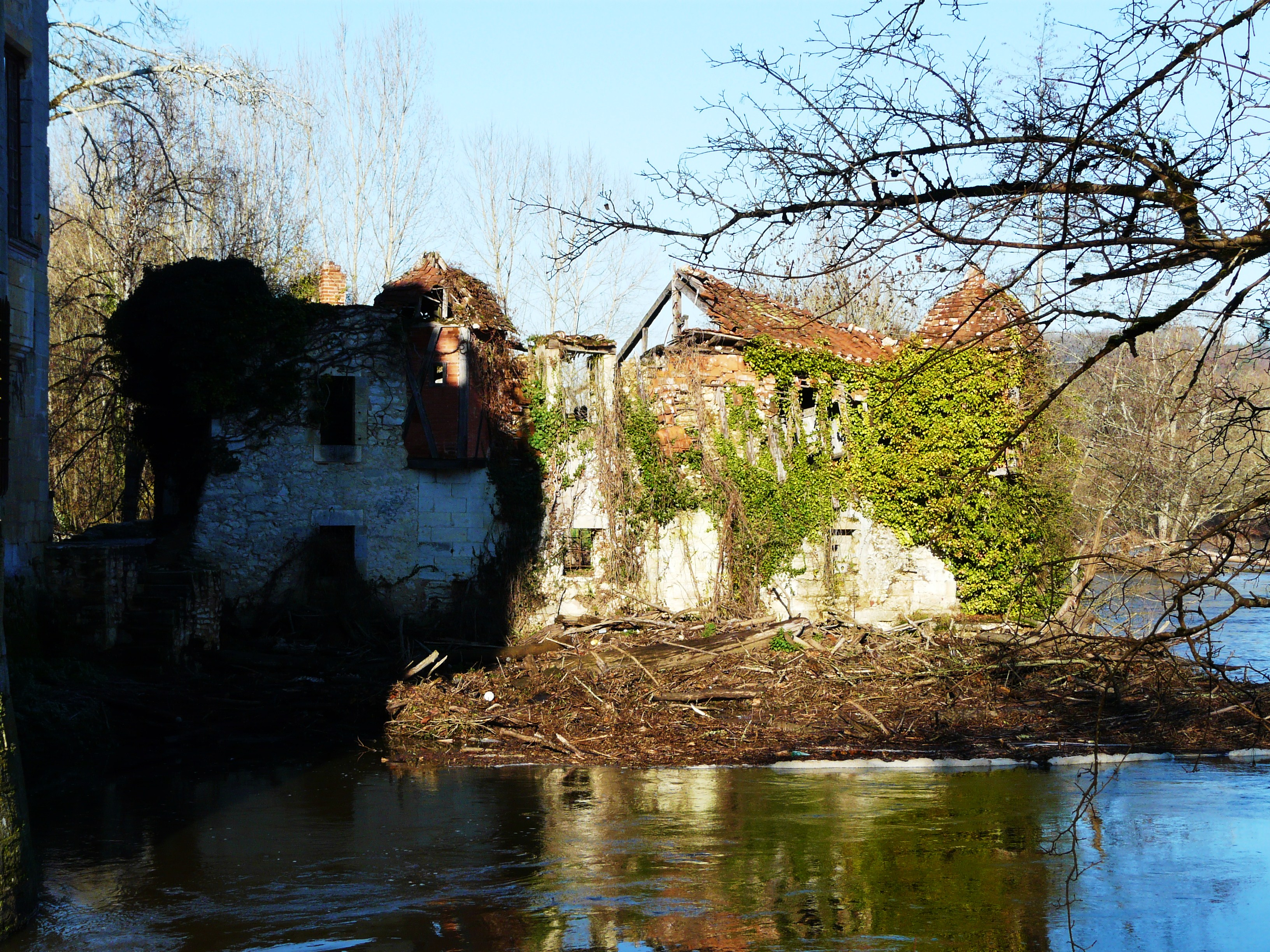
Les ruines du moulin